# Canthylidia osmida
Canthylidia osmida är en fjärilsart som beskrevs av Swinhoe 1901. Canthylidia osmida ingår i släktet Canthylidia och familjen nattflyn. Inga underarter finns listade i Catalogue of Life.